# BAD CHICKEN
「BAD CHICKEN」（バッド・チキン）は、日本のギタリストである高中正義が1987年に発表した楽曲である。

## 概要
アルバム『RENDEZ-VOUS』の先行シングルで、前作の「WARM SUMMER WOMAN」に引き続き、薬師丸ひろ子が出演した東芝ビデオ デジタルハイファイのCMソングに使用された。
カップリングの「SUMMER YOU」は、CHINON SPLASHのCMソングに使用された。
1987年8月21日に、12インチシングルとして再リリースされた。

## 7インチシングル

### 収録曲
| 全作曲・編曲: 高中正義。 |                 |            |            |      |
| #                        | タイトル        | 作詞       | 作曲・編曲 | 時間 |
| 1.                       | 「BAD CHICKEN」 |            | 高中正義   | 4:03 |
| 2.                       | 「SUMMER YOU」  | クララ新里 | 高中正義   | 4:38 |
| 合計時間:                | 合計時間:       | 合計時間:  | 8:41       |      |

## 12インチシングル

### 収録曲
| 全作曲・編曲: 高中正義。 |                              |              |            |
| #                        | タイトル                     | 作詞         | 作曲・編曲 |
| 1.                       | 「BAD CHICKEN (Dance Mix)」  |              | 高中正義   |
| 2.                       | 「ALL NIGHT」                | Daryl Canada | 高中正義   |
| 3.                       | 「BAD CHICKEN (Dub Mix)」    |              | 高中正義   |
| 4.                       | 「PART 1 (Dub The Chicken)」 |              | 高中正義   |
| 5.                       | 「PART 2 (House Chicken)」   |              | 高中正義   |